# Lahovice

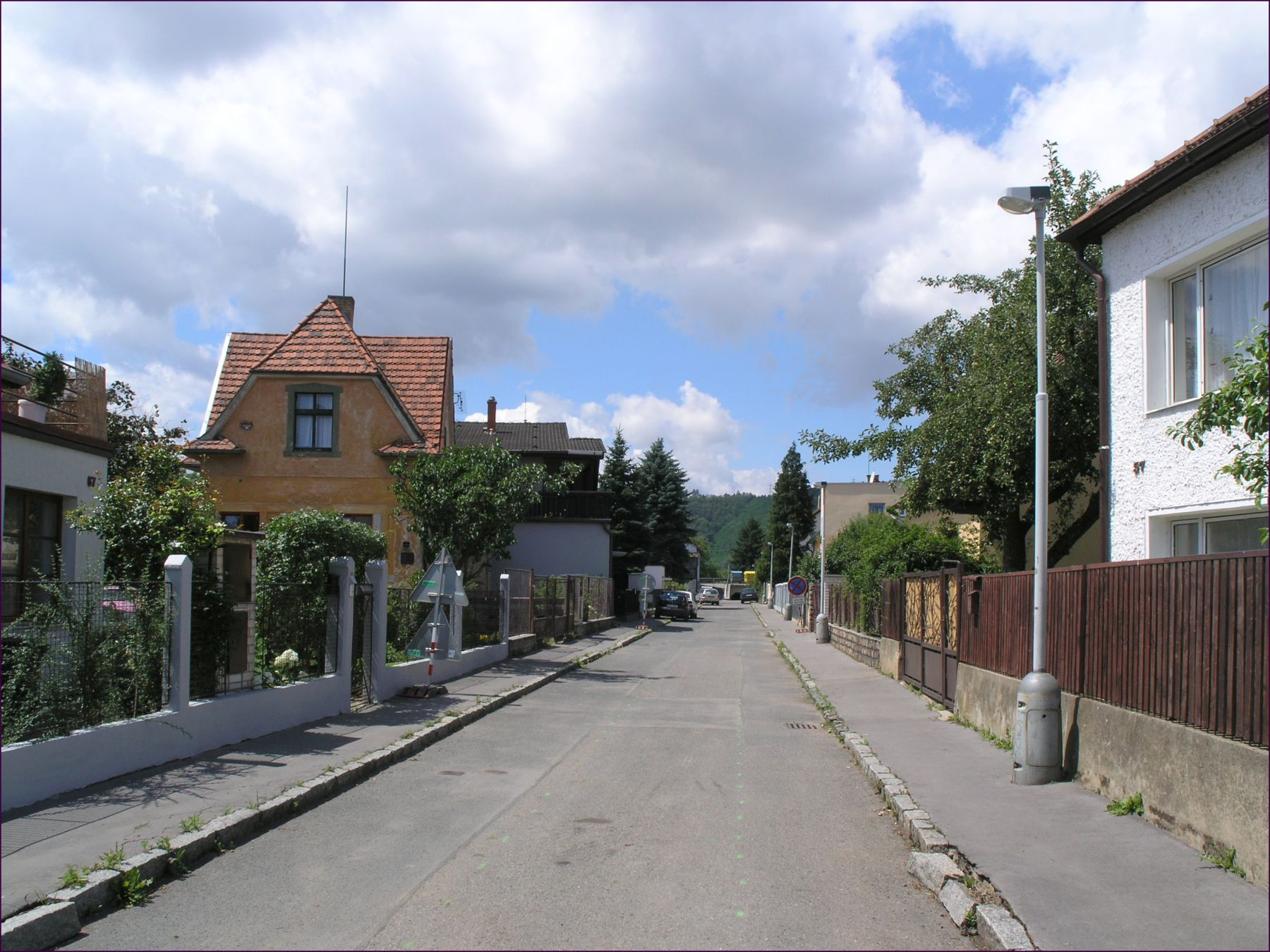
Straat in Lahovice.

Lahovice is een wijk van de Tsjechische hoofdstad Praag. Sinds 1968 is het oorspronkelijke dorp onderdeel van de gemeente Praag, sinds 1990 een gedeelte van het gemeentelijk district Praag-Zbraslav (administratief district Praag 16). Lahovice heeft 342 inwoners (2006).
Lahovice ligt in het zuidwesten van de stad, bij de monding van de Berounka in de Moldau.